# Coreca
Coreca är en frazione med cirka 700 invånare i kommunen Amantea i Kalabrien i södra Italien. Staden är belägen i provinsen Cosenza och ligger vid Tyrrenska havet. Därifrån kan man se till vulkanen Stromboli. Stadens största näringar är jordbruk och turism.

## Galleri

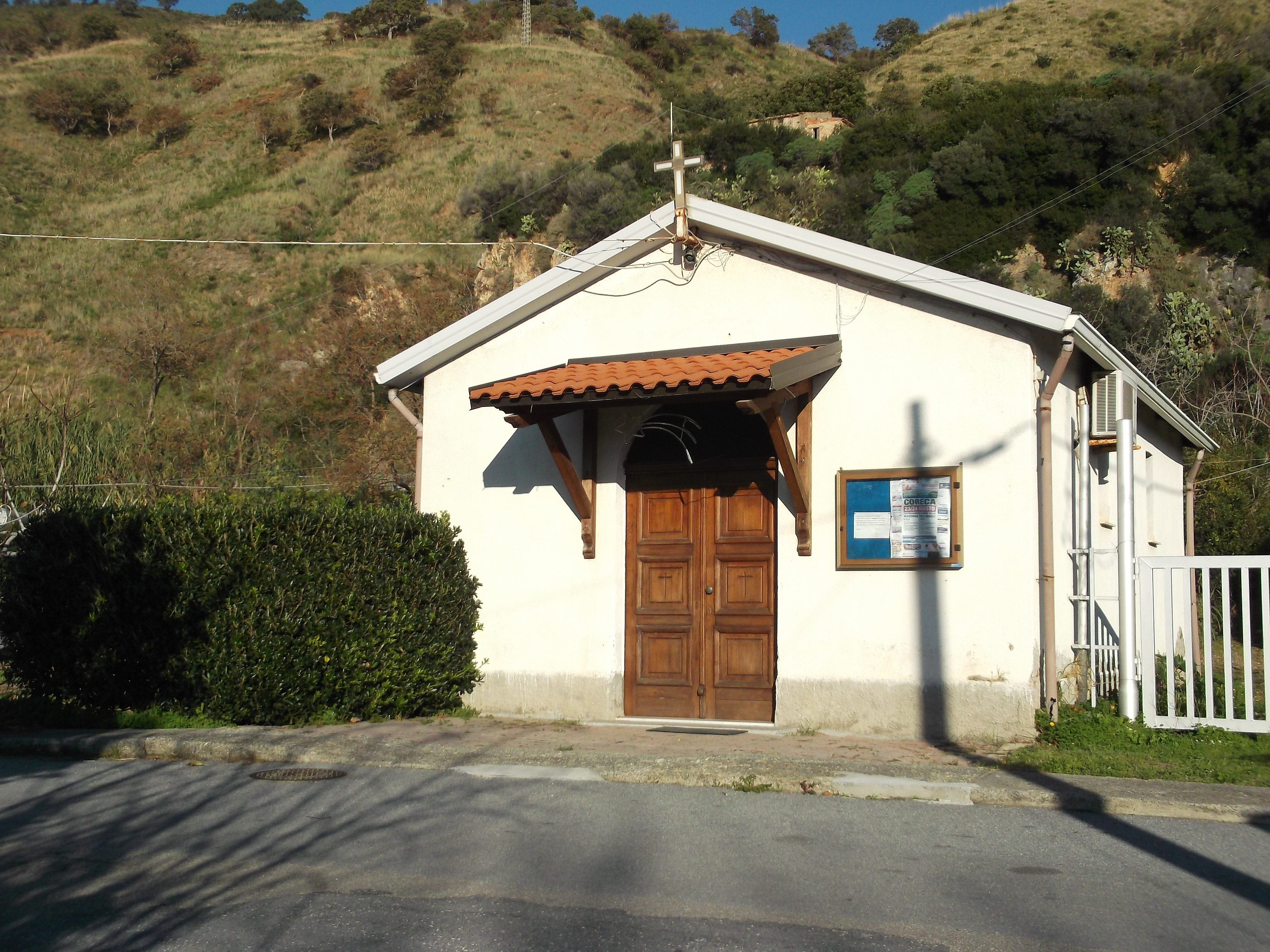
Vårfrukyrkan.
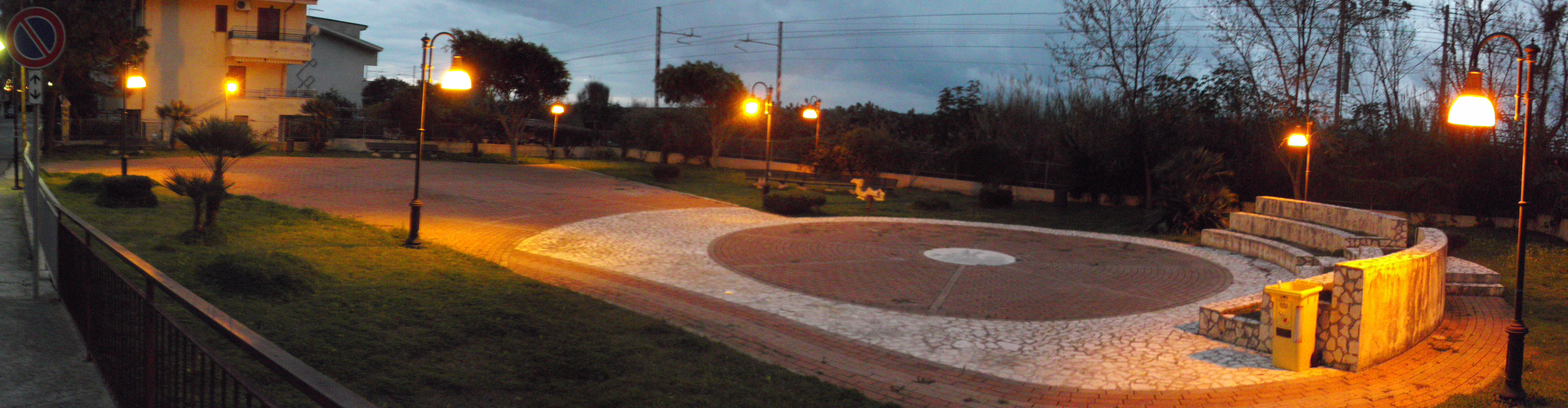
Torget i Coreca kvällstid.
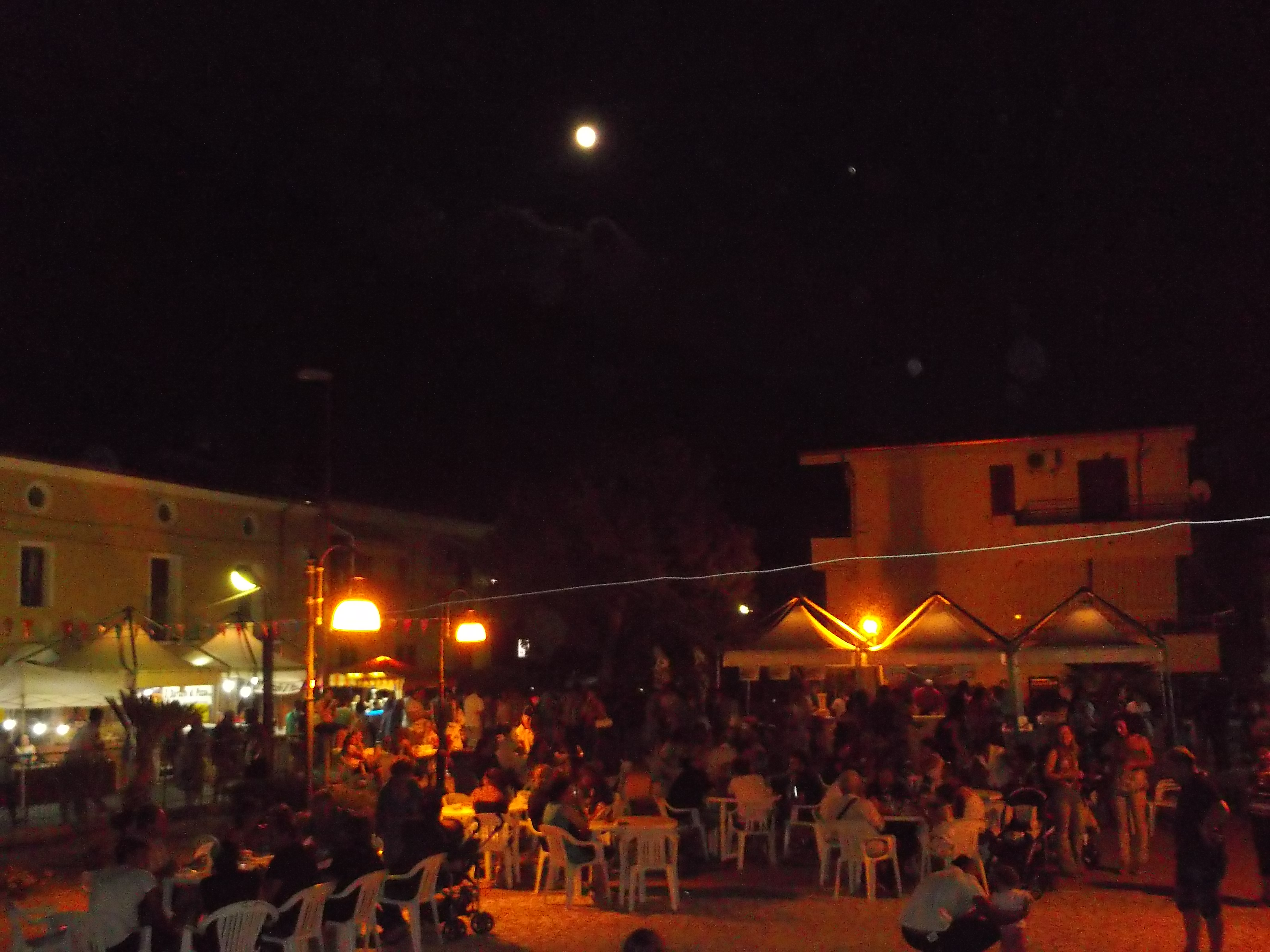
Torget nattetid.
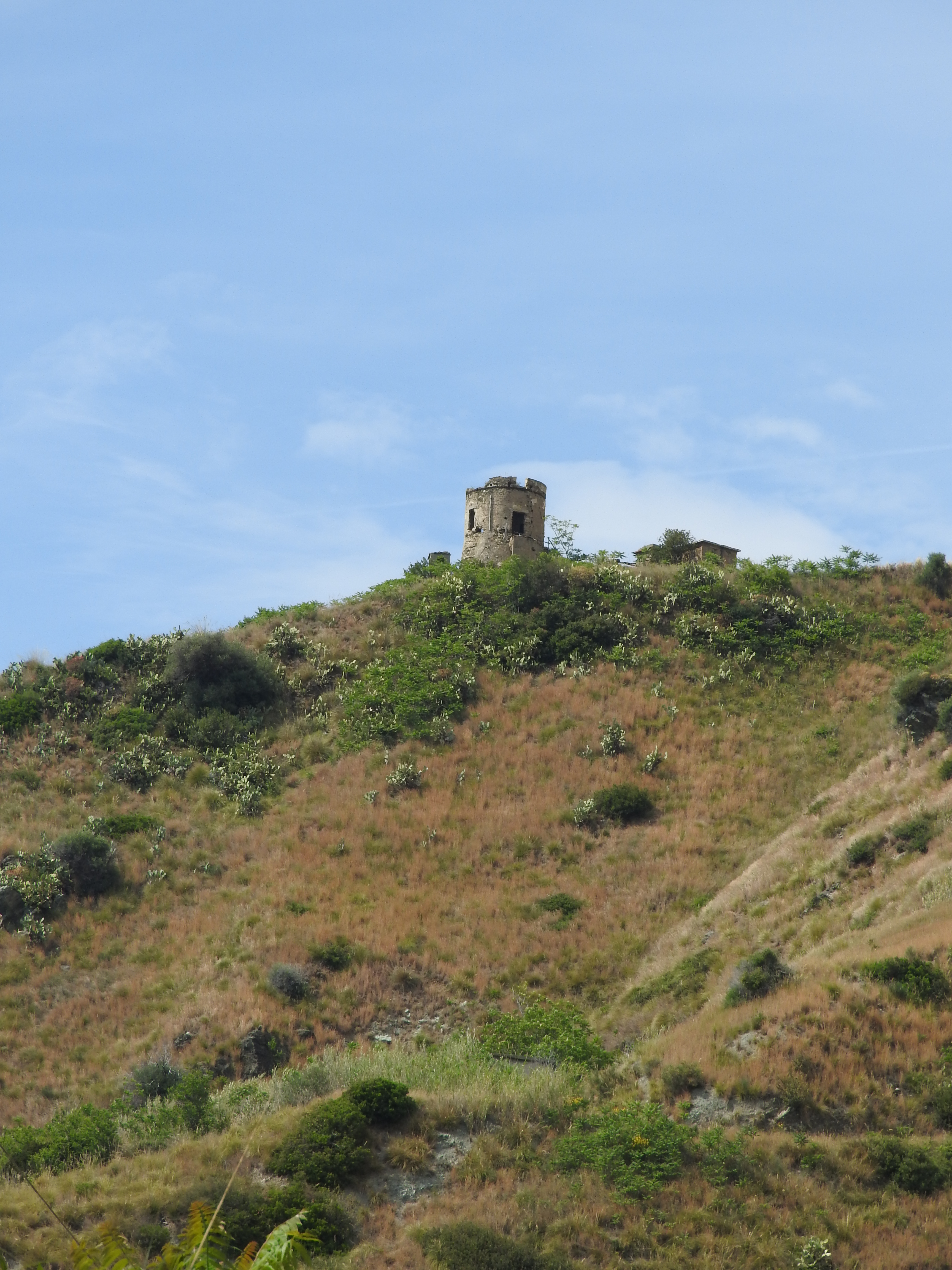
Tornet Turriella.
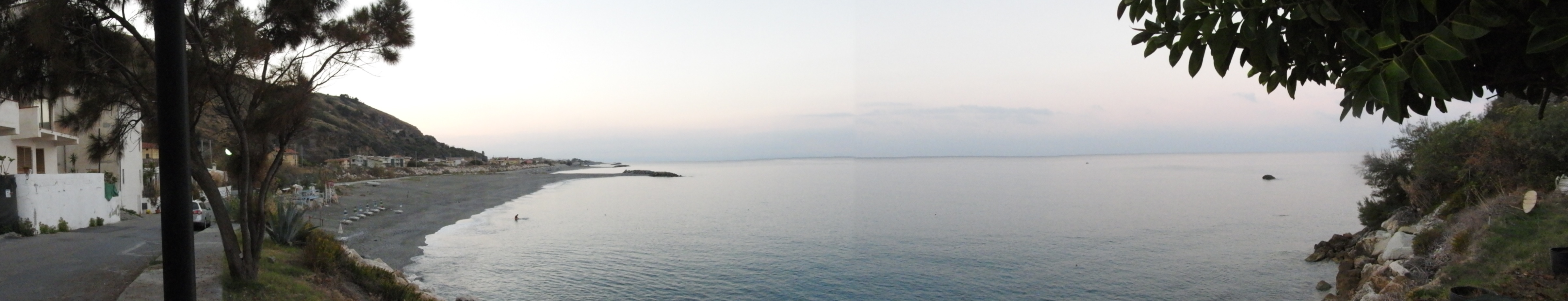
Corecabukten.